# Жуківський Олександр Тимофійович
Олекса́ндр Тимофі́йович Жуко́вський (інколи Жуківський) (нар. 22 листопада 1884, с. Йозифівка, Подільська губернія — пом. 19 лютого 1925, Балта, МАРСР) — український громадсько-політичний та військовий діяч, полковник Армії УНР. Військовий міністр УНР.

## Біографічні відомості
Закінчив Кам'янець-Подільську духовну семінарію, Одеське піхотне юнкерське училище, ввійшов до 110-го піхотного Камського полку з дислокацією в Каунасі. В 1911 році перевівся до 9-ї Ломжинської прикордонної бригади. Брав участь у Першій світовій війні. З вересня 1916 року — підполковник, командир батальйону та помічник командира полку. У листопаді 1916 нагороджений Золотою Георгіївською зброєю. 1917 року був полковником російської армії.
Делегат першого та другого Всеукраїнських військових з'їздів. Член УЦР, ГВК. З кінця липня 1917 — представник Українського Генерального військового комітету при Генеральному штабі в Петрограді.
Належав до Української партії соціалістів-революціонерів (центральна течія), будучи одним з провідників партії. Після Жовтневого перевороту повернувся до Києва, де став помічником генерального військового секретаря Симона Петлюри.
Брав безпосередню участь у січневих боях проти більшовиків.  Від 29 січня 1918 року — виконувач обов'язків військового міністра УНР. Від 9 березня 1918 року — міністр морських справ УНР. Від 22 березня 1918 року — військовий міністр УНР.
Автор законопроєктів з організації української регулярної армії. На засіданні уряду 15 березня 1918 окреслює основні напрямки нової військової політики, головною метою ставиться формування національної армії, стверджує необхідність впровадження єдиноначальства, пропонує заснувати військове училище та Академію Генштабу. Цей час він характеризував наступним чином:
29 квітня 1918 року німецька військова влада заарештувала Жуковського за підозрою у причетності до викрадення банкіра А. Доброго. 25 липня німецький військово-польовий суд запропонував покарати О. Жуковського на 2 роки й 6 місяців в'язниці, однак виніс вирок засудити його до дворічного ув'язнення.
За Директорії УНР — командир Окремого кордонного корпусу, начальник залоги в Кам'янці-Подільському. Брав участь у створенні Комітету охорони республіки, одним із завдань якого було спрямувати УНР на шлях співпраці з радянською владою.
З березня 1919 — посол та військовий аташе УНР у Чехословаччині та голова всіх посольств УНР за кордоном. 13 вересня 1919 року Жуковського призначили ревізором військових місій УНР у Празі, Берліні, Відні.
1920 року репрезентував УПСР на конгресі Бернського Інтернаціоналу в Женеві.
У серпні 1921 року вів переговори з урядом УСРР про повернення віденської групи УПСР в Україну. За деякими даними, 1922 року здійснив цей намір. 
У 1925 році мешкав у м. Балта по вул. Кузнечній. Працював рахівником. Одружений. Мав рідного брата Аполлінарія Тимофійовича. Помер 19 лютого 1925 року у м. Балта, від туберкульозу легень (з актового запису №42 від 19.02.1925 року. ДАОО Р-8218 оп. 1 спр. 82).

## Вшанування пам'яті
- Провулок Генерала Жуковського в Житомирі.
- 17 прикордонний загін ім. полковника Олександра Жуковського (з 2019 р.)[2]